# Épervier des Nicobar
Tachyspiza butleri
Espèce
Statut de conservation UICN

 VU C2a(ii) : Vulnérable
Statut CITES
L'Épervier des Nicobar (Tachyspiza butleri) ou Autour de Nicobar, est une espèce d'oiseau appartenant à la famille des Accipitridae.

## Distribution
Cette espèce est endémique aux forêts pluviales des îles Nicobar en Inde.

## Liste des sous-espèces
D'après la classification de référence (version 14.1, 2024) de l'Union internationale des ornithologues, l'Épervier des Nicobar possède 2 sous-espèces (ordre philogénique) :
- T. b. butleri (Gurney, 1898) — Car Nicobar ;
- T. b. obsoletus (Richmond, 1902) — Katchal et Camorta.

## Publication originale
- Gurney, 1898 : Bulletin of the British Ornithologists' Club, vol. 7, n. 50, p. 27-28 (texte intégral).